# Un mondo fragile
Un mondo fragile (La tierra y la sombra) è un film del 2015 diretto da César Augusto Acevedo, vincitore della Caméra d'or per la miglior opera prima al 68º Festival di Cannes.